# Winti

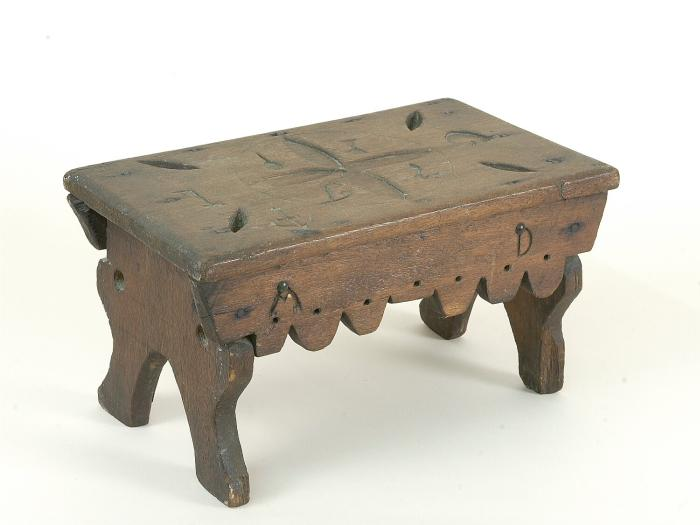
Kwakwabangi, un elemento utilizado en las danzas winti.

Winti es el nombre dado a una religión tradicional afro-surinamesa que resulta de la confluencia de diversos elementos provenientes del bagaje religioso de los esclavos que fueron llevados a Surinam de distintas tribus de África Occidental; cuyo nombre es igualmente utilizado para hacer referencia a las deidades y/o espíritus que adoran. Desarrollos religiosos similares se pueden observar en otras partes de América y el Caribe (por ejemplo: el candomblé en Brasil, la santería en Cuba, el vudú en Haití y el orisha en Trinidad y Tobago). El término 'winti' literalmente significa viento, y hace referencia al viento de los espíritus que rodean a las personas.
La base del winti es la creencia en un Dios creador llamado Ananá Kedyaman Kedyanpon, la creencia en panteones de dioses o espíritus llamados winti y la veneración de los ancestros. 
Originalmente el término winti se refería solo al nombre de los dioses o espíritus pero actualmente se lo utiliza para referirse en forma general a esta religión.
Según C. Woowing, experto en winti, los siguientes conceptos son parte de la cosmología winti: "...en la religión afroamericana, la creencia en seres sobrenaturales personales ocupa una posición central. Estos seres sobrenaturales personificados pueden tomar posesión de una persona, desconectar su nivel de conciencia, y así revelar cosas sobre el pasado, el presente y el futuro como también causarle enfermedades de carácter sobrenatural o curarlo de ellas." (C. Wooding, Winti: een Afro Amerikaanse godsdienst in Suriname (Meppel: 1972)
Otro experto en winti, H. J. M. Stephen, describe al winti en los siguientes términos: "...principalmente es una religión, por ser muy importantes el respeto a lo divino, la oración y los rezos. Adicionalmente posee un fuerte aspecto mágico, que a menudo ha sido enfatizado en una forma extremadamente sesgada e irrazonable. La magia comprende la influencia sobre eventos terrenales por parte de medios sobrenaturales."

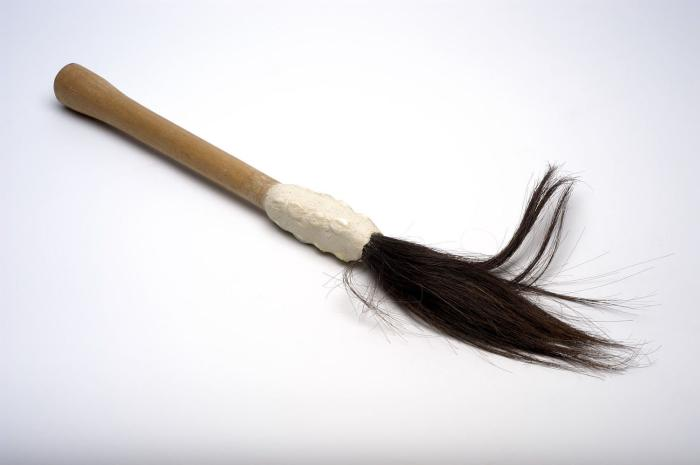
Elemento utilizado por los sacerdotes winti.

## Historia del winti
Mientras estuvo vigente la esclavitud personas provenientes de distintas tribus africanas fueron llevadas a Surinam. Ellos provenían de reinos que compartían ciertos aspectos y creencias religiosas, tales como la creencia en un Dios supremo que vive lejos de las personas, y que deja los problemas mundanos a dioses menos poserosos que él, la creencia en un alma humana inmortal y el culto a los ancestros.
Luego de la 'abolición' de la esclavitud en 1863, le siguió un período de diez años de esclavitud económica denominado 'De Periode van Staatstoezicht' (el período de Supervisión del Estado). El período de Supervisión del Estado concluyó en 1873 y fue seguido de un largo período de esclavitud mental y cultural. Los 'ex' esclavos y sus descendientes fueron forzados a convertirse al cristianismo y durante unos cien años (1874-1971) estuvo prohibido por ley la práctica del winti. Se los obligó a hablar neerlandés, y se prohibió la educación en su idioma ('sranan tongo') llegándose a prohibir los niños hablaran en sranan tongo en la escuela.

## El alma
En la concepción winti se cree que un ser humano posee tres aspectos espirituales, el Dyodyo, Kra y Yorka. Es a través de estos elementos que los seres humanos se integran en el mundo sobrenatural. Los Dyodyo son los padres sobrenaturales que protegen a sus hijos, pudiendo ser dioses importantes o menores. Ellos conciben el alma pura, el Kra, de Ananá y se la dan a un niño. El Kra y Dyodyo determinan la razón y la mente de las personas, mientras que los padres biológicos proveen la sangre y el cuerpo de carne. Yorka, la otra parte espiritual, absorbe las experiencias de vida. Luego que el cuerpo muere, el Kra regresa al Dyodyo y el Yorka se dirige a la tierra de los muertos.

## Los panteones
Dentro de esta religión existen cuatro panteones o grupos.
- 1. El panteón de la Tierra con los dioses de la Tierra o Gron Winti.
- 2. El panteón del Agua con los espíritus 8dioses) del Agua o Watra Winti.
- 3. El panteón del Bosque con los espíritus (dioses) del Bosque o Busi Gado's.
- 4. El panteón del Cielo con los dioses del Cielo o el Tapu Winti.

Algunos grupos de maroons reconocen un quinto panteón, en el cual habitan los muertos.

### El panteón de la Tierra
Los winti del panteón de la Tierra son llamados: Goron(=suelo, tierra) gado's (dioses). 
Los Goron Gadu's son:
- Aisa.

Also llamada Mama Aisa, Wanaisa o Awanaisa. Ella es la madre de los dioses. La madre de África (Mama fu Nengre Kondre). Ella es la Madre Tierra, La cabeza de los winti en la Tierra.
- Loko (Es el esposo de Aisa. Vive en un árbol Loko.)

- Leba (el dios o espíritu de los crossroads, conocido en otras religiones africanas o afroamericanas por el nombre de Legba o Papa Legba)
- Fodu
- Luangu
- Goron-Ingi

### El panteón del Agua
este panteón contiene los espíritus del agua, los denominados Watra-Wenu. Este panteón también aloja al Watramama, el cual en otras religiones africanas o afroamericanas de lo llama Mami Wata o Yemaya.
- Watra Ingi
- Watra Kromanti

### El panteón del Bosque
En el panteón del bosque de la religión winti residen los Ampuku (también llamados Apuku) los cuales son espíritus antropomorfos del bosque y el campo. Se dice que los Ampuku parecen hombres de raza negra extremadamente altos. Un Ampuku puede poseer a las personas (tanto hombres como mujeres) y puede también mimetizarse como otro espíritu. Ampuku can also be water spirits, and are known in such cases as Watra Ampuku.
- Busi Ingi
- Ampuku
- Kantasi
- Adumankama

### El panteón del Cielo
El panteón aloja los espíritus del cielo, los llamados Tapu Kromanti.
- Opete o Tata Ananka Yaw
- Sofia-Bada
- Awese
- Aladi
- Gisri
- Tando
- Gebry
- Adjaini